# Obila bowreyi
Obila bowreyi är en fjärilsart som beskrevs av Butler 1878. Obila bowreyi ingår i släktet Obila och familjen mätare. Inga underarter finns listade i Catalogue of Life.